# Harriot (Exoplanet)
Harriot (55 Cancri f) ist ein Exoplanet, der die Komponente A des Doppelsternsystems Copernicus umkreist. Er ist der vierte Planet des Systems und wurde als letzter entdeckt. Auf Grund seiner hohen Masse handelt es sich wahrscheinlich um einen Gasplaneten.

## Entdeckung
Der Nachweis von Harriot beruht wie bei allen anderen des 55 Cancri-Systems auf Messungen der Radialgeschwindigkeit des Zentralgestirns. Jack Wisdom vermutete nach Analysen der Radialgeschwindigkeitskurven die Existenz des Planeten schon im Jahr 2005 und verkündete dies im April auf der Treffen der American Astronomical Society. Die Veröffentlichung in einer wissenschaftlichen Fachzeitschrift folgte erst anderthalb Jahre später. Die Berechnungen mit der Annahme dieses fünften Planeten mit einer Bahn in der großen Lücke zwischen den drei engen Planeten Janssen, Galileo und Brahe und dem eher weiten Planeten Lipperhey ermöglichten ein insgesamt stabiles Planetensystem mit geringen Exzentrizitäten aller Planeten, wie es nach den allgemein akzeptierten Theorien zur Planetenentstehung plausibel ist.

## Bahneigenschaften
Der Planet umkreist seinen Stern in einer Entfernung von ca. 0,781 Astronomischen Einheiten mit einer Exzentrizität von 0,2. Seine Bahn ist kaum weiter als die der Venus. Er vollendet alle 260 Tage einen Umlauf.

## Physikalische Eigenschaften

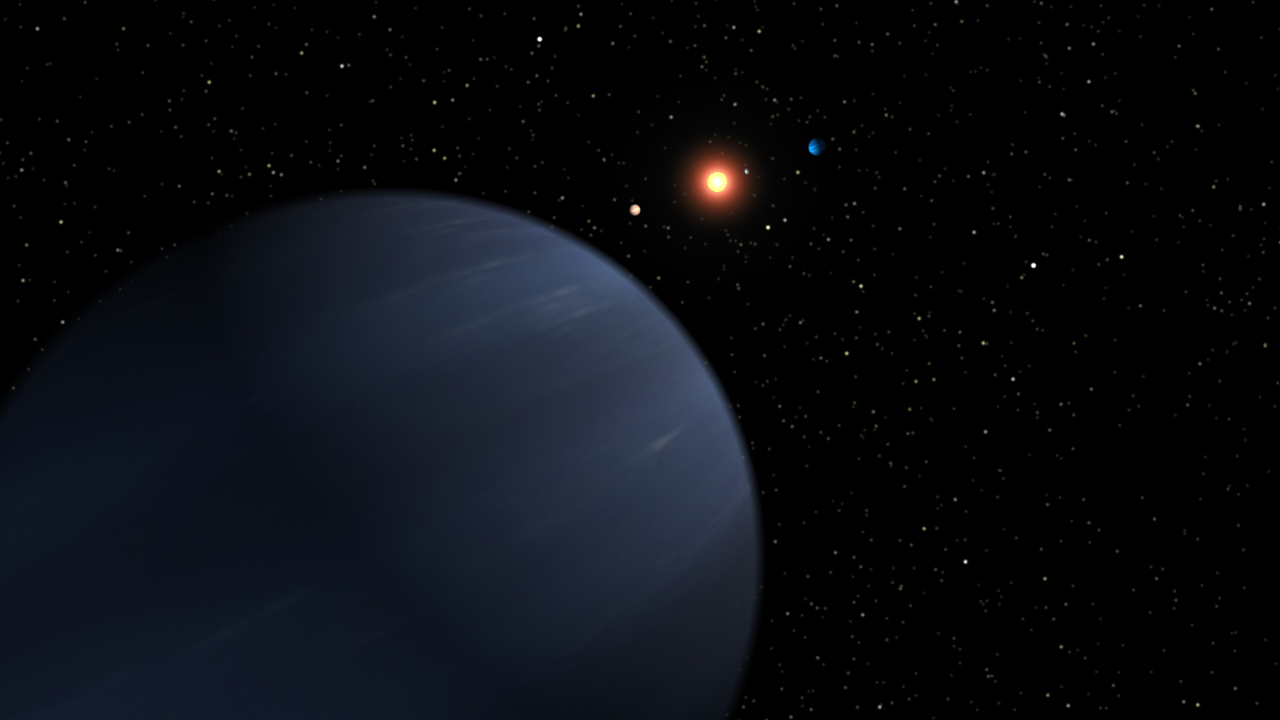
Phantasiedarstellung von Copernicus A mit seinem vierten Planeten.

Harriot hat eine Mindestmasse von ca. 45,78 Erdmassen bzw. 0,144 Jupitermassen. Er ist also mindestens etwa halb so schwer wie Saturn. Über seinen Radius, die chemische Zusammensetzung und die Oberflächentemperaturen kann derzeit nur spekuliert werden. Höchstwahrscheinlich ist er ein Gasplanet ohne feste Oberfläche. Ausgehend von der Umlaufbahn und der Leuchtkraft von Copernicus A könnte er in der habitablen Zone liegen, sodass flüssiges Wasser und theoretisch Leben auf einem potentiellen Mond möglich erscheinen.

## Namensherkunft
Wie alle Exoplaneten wurde Harriot ursprünglich allein mit dem offiziellen Namen des Sterns und einem Kleinbuchstaben, entsprechend der Reihenfolge der Entdeckung, bezeichnet. Nach einem öffentlich ausgeschriebenen Wettbewerb der IAU erhielt er am 15. Dezember 2015 einen offiziellen Namen nach dem englischen Astronomen Thomas Harriot.